# Jüdische Gemeinde Staré Město pod Landštejnem

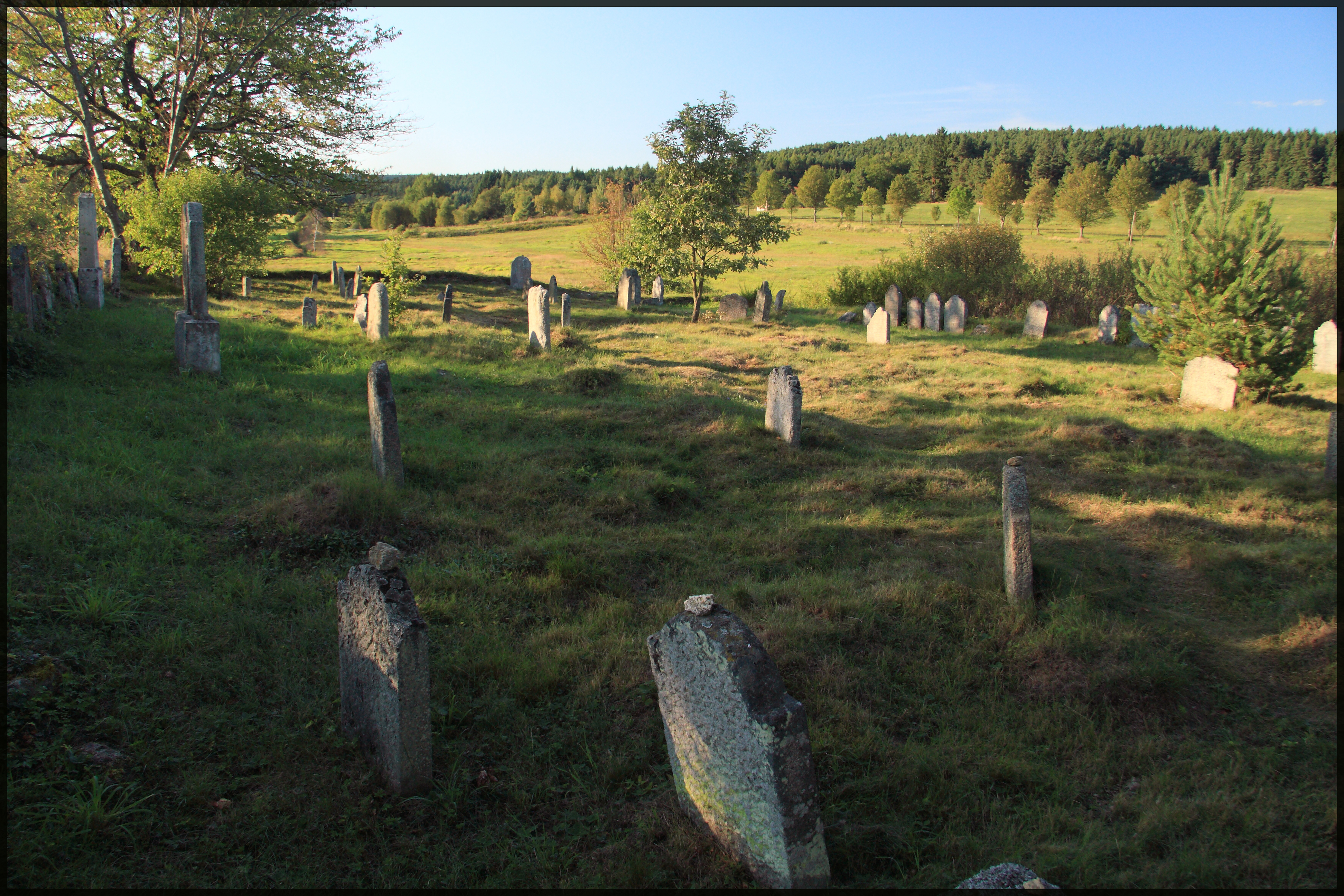
Jüdischer Friedhof in Staré Město pod Landštejnem

Die Jüdische Gemeinde in Staré Město pod Landštejnem (deutsch Altstadt), einer tschechischen Gemeinde im Okres Jindřichův Hradec, soll eine der ältesten jüdischen Gemeinden der Südböhmischen Region sein. 
Darauf deutet auch der jüdische Friedhof hin, dessen ältester vorhandener Grabstein aus dem Jahr 1621 stammt. 
Zu Beginn des 19. Jahrhunderts lebten in Altstadt etwa 20 bis 25 jüdische Familien. Ab circa 1850 verließen immer mehr jüdische Familien den Ort. In den 1890er Jahren löste sich schließlich die jüdische Gemeinde auf. 
Um 1925 wohnten in Altstadt nur noch vier jüdische Familien. Während der jüdische Friedhof heute noch vorhanden ist, wurde die Synagoge vermutlich Ende der 1930er Jahre abgerissen.